# 高橋秀寿
高橋 秀寿（たかはし ひでとし、1957年8月27日 - ）は、日本の歴史学者。立命館大学大学院文学研究科教授（西洋史学専修）を経て、同大学特任教授。専門はドイツ現代史。

## 経歴
出生から修学期
1957年、宮城県角田市で生まれた。三男で末っ子。立命館大学文学部史学科に進学し、西洋史専攻で学んだ。1981年に卒業。立命館大学大学院文学研究科に進み、1988年に博士課程後期を単位取得後退学。1988年から1991年までケルン大学に留学し、ドイツの歴史学者オットー・ダン（de:Otto Dann）の指導を受けた。この留学期間中にベルリンの壁崩壊とドイツ統一を経験した。
西洋近現代史研究者として
1991年に帰国し、立命館大学非常勤講師。1998年、同助教授に就いた。1999年、学位論文『再帰化する近代：ドイツ現代史試論：市民社会・家族・階級・ネイション』を立命館大学に提出して文学博士の学位を取得。また、2003年から2004年までベルリン工科大学の反ユダヤ主義研究センターにて在外研究。2000年4月から2023年3月、立命館大学文学部教授に昇格。2023年4月に退任し、その後は同大学特任教授。

## 研究内容・業績
2007年2月公開のドイツ映画「善き人のためのソナタ」、2009年7月公開のドイツ映画「バーダー・マインホフ 理想の果てに」では日本語翻訳監修を担当した。いくつかのドイツ映画に対して歴史学の見地から論文を発表している。

## 著作
単著
- 『再帰化する近代：ドイツ現代史試論　市民社会・家族・階級・ネイション』国際書院 1997
- 『ホロコーストと戦後ドイツ：表象・物語・主体』岩波書店 2017
- 『時間／空間の戦後ドイツ史：いかに「ひとつの国民」は形成されたのか』ミネルヴァ書房 2018
- 『反ユダヤ主義と「過去の克服」』人文書院 2023
- 『転換する戦時暴力の記憶：戦後ドイツと＜想起の政治学＞』岩波書店 2024

共編著
- 『ナショナル・アイデンティティ論の現在：現代世界を読み解くために』中谷猛・川上勉共編、晃洋書房 2003
- 『東欧の20世紀』西成彦共著、人文書院 2006
- 『グローバリゼーションと植民地主義』西川長夫共著、人文書院 2009
- 『境界域からみる西洋世界：文化的ボーダーランドとマージナリティ』田中きく代・中井義明・朝治啓三共著、ミネルヴァ書房 2012

訳書
- 『ドイツ史の転換点：1848-1990年』カロラ・シュテルン（英語版）,H・A・ヴィンクラー（英語版）著、晃洋書房 1992
- 『ドイツ国民とナショナリズム：1770－1990』オットー・ダン（ドイツ語版）著、末川清・姫岡とし子と共訳、名古屋大学出版会 1999